# Migrol
Migrol est une entreprise suisse de commerce d'huiles minérales et de station service. La société appartient à la Migros.